# Rhamnidium elaeocarpum
Rhamnidium elaeocarpum là một loài thực vật có hoa trong họ Táo. Loài này được  Siegfried Reissek miêu tả khoa học đầu tiên năm 1861.

## Phân bố
Loài này được tìm thấy tại Bolivia, Brasil, Ecuador, Paraguay, Peru.